# Варлам Ліпартеліані
Варлам Ліпартеліані (груз. ვარლამ ლიპარტელიანი; нар. 27 лютого 1989, Мцхета, Грузія) — грузинський дзюдоїст, срібний призер Олімпійських ігор 2016 року, триразовий чемпіон Європи, призер чемпіонатів світу та Європи.

## Виступи на Олімпіадах
| Олімпіада   | Дисципліна | Місце |
| ----------- | ---------- | ----- |
| Лондон 2012 | До 90 кг   | 9     |
| Ріо 2016    | До 90 кг   | 2     |